# Serhane Ben Abdelmajid
Serhane (Sarhane) Ben Abdelmajid Fakhet [alias Sarhane El Tunecino y El Tunecino], (Túnez, 10 de julio de 1968 - Leganés, 3 de abril de 2004) fue un terrorista al que la justicia española atribuyó la coautoría de los atentados del 11 de marzo de 2004 en Madrid. Junto a otros miembros del comando, se "suicidó" mediante la explosión de una bomba en un piso de Leganés cuando fue localizado por la policía.

## Biografía
Se trasladó a España en la década de 1990 para estudiar idiomas y Ciencias Económicas en Madrid. Compartió piso con otros estudiantes. Trabajó de contable en la mezquita de la M-30, donde contactó con los elementos más radicales del islamismo. Entre sus amistades se encontraban al principio de la década de 2000 uno de los autores de los atentados de Casablanca de 2003 contra intereses españoles. En el verano de ese año empezó a trabajar en una inmobiliaria. A partir de esas fechas es vigilado por la policía por sus contactos con Jamal Ahmidan, ideólogo y autor material del 11-M. El 8 de marzo de 2004, la policía perdió todo contacto con él. En los últimos días antes del atentado se dedicó a vender algunos bienes y cobrar antiguas deudas, supuestamente para financiar el atentado.